# Aéroport international de Mytilène
L'aéroport international de Mytilène « Odysséas Elýtis » (en grec moderne : Κρατικός Αερολιμένας Μυτιλήνης «Οδυσσέας Ελύτης», code IATA : MJT • code OACI : LGMT) est un aéroport international desservant la ville de Mytilène, la capitale de l'île grecque de Lesbos.

## Histoire
L'aéroport ouvre en 1948, mais reçoit son premier vol charter en 1980.
En décembre 2015, la privatisation de l'aéroport international de Mytilène et de treize autres aéroports régionaux est finalisée avec la signature d'un accord entre le groupe Fraport AG/Copelouzos Group et le fond de privatisation national. Selon l'accord, ce groupe gérera ces 14 aéroports pour une durée de 40 ans dès l'automne 2016.

## Installations
L'aéroport dispose d'un seul terminal. À l'origine, la piste d'atterrissage était de 1200 mètres de long et de 30 mètres de large, sans revêtement. Au fil des années, elle a été rénovée et rallongée à 2400 mètres.
Le terminal dispose d'une boutique hors taxes, d'un café-bar et de deux agences de location de véhicules.
Au nord du tarmac est installé le club aérien Mitilini.

## Situation
| \| 50 km1:6 137 000 \| Agrinion Aktion Alexandreia Alexandroúpoli Andravida Áraxos Astypalée Athènes · E. Venizélos Céphalonie La Canée Chios Corfou Héraklion Icarie Ioannina Kalamata Kalymnos Karpathos Kassos Kastellórizo Kastoria Kavala Cythère Kos Kotroni Kozani Larissa Lemnos Leros Milos Mykonos Mytilène Naxos Néa Anchíalos Paros Rhodes Maritsa Samos Santorin Sitía Skiathos Skyros Sparte Syros Tanagra Tatoi Thessalonique Tripoli Tympaki Zante Kastelli |
| 50 km1:6 137 000 |

## Statistiques
Pour des raisons techniques, il est temporairement impossible d'afficher le graphique qui aurait dû être présenté ici.

Voir la requête brute et les sources sur Wikidata.

### Zoom sur l'impact du covid de 2019-2020
Pour des raisons techniques, il est temporairement impossible d'afficher le graphique qui aurait dû être présenté ici.

Voir la requête brute et les sources sur Wikidata.

## Compagnies aériennes et destinations
| Compagnies                  | Destinations |
| --------------------------- | --- |
| Aegean Airlines             | Athènes E.-Venizélos |
| Braathens Regional Airlines | En saison charter: Copenhague-Kastrup |
| Brussels Airlines           | En saison: Bruxelles-National |
| Corendon Dutch Airlines     | En saison: Amsterdam |
| Jet2.com                    | En saison: Londres-Stansted, Manchester |
| Olympic Air                 | Thessalonique-Makedonía |
| Pegasus Airlines            | En saison: Istanbul-S. Gökçen |
| Scandinavian Airlines       | En saison charter: Copenhague-Kastrup, Oslo-Gardermoen, Stockholm-Arlanda                                                                       |
| Sky Express                 | - Athènes E.-Venizélos, - Chios, - Lemnos, - Rhodes-Diagoras, - Sámos-Aristarque, - Thessalonique-Makedonía En saison: Héraklion-N. Kazantzákis |
| TUI fly Belgium             | En saison: Bruxelles-National |
| TUI fly Netherlands         | En saison: Amsterdam |

Édité le 10/04/2018  Actualisé le 16/05/2023